# Monceau-sur-Oise
Monceau-sur-Oise è un comune francese di 122 abitanti situato nel dipartimento dell'Aisne della regione dell'Alta Francia.

## Società

### Evoluzione demografica
Abitanti censiti